# Ecnomina anulla
Ecnomina anulla là một loài Trichoptera trong họ Ecnomidae. Chúng phân bố ở miền Australasia.